# 대한민국의 철도
대한민국의 철도는 대한민국에서 운영하는 철도 노선, 시스템, 차량 등을 의미한다. 대한민국의 철도는 대한제국 시기인 1899년 9월 18일에 개통된 경인선으로 시작되었다. 그러나 주요 간선 노선은 이후에 일본을 중심으로 한 열강의 침탈로 1910년부터 1945년까지 36년간 일본에 점령당하며 군사·정치적 목적에 의해 생겨났다. 이후 주권을 찾은 뒤 대한민국이라는 국가를 세웠지만 극빈한 후진국이어서, 유엔·미국 등에서 차관을 들여와 일부 간선을 건설하고 철도 차량을 수입했다.
1960년대~1970년대 산업화 시대까지만 해도 철도는 자동차·항공운송의 증가에도 불구하고 여객·화물수송에서의 지위는 확고했지만, 1980년대 들어 시설의 노후화나 서비스의 부재 등으로 심각한 재정 악화와 서비스의 퇴보를 보였다. 그래서 지속적인 노후 시설 대체와 서비스 개선 등으로 모습을 일신하고 있고, 도로수송의 적체나 항공수송의 고운임에 비해 저운임·신속·대량수송의 장점을 부각시키고 있다.
도시철도를 제외한 일반철도는 2004년 말까지 철도청을 통한 국영 체제였고, 2005년부터 지금까지도 한국철도공사에 의한 공영 체제로 운영되고 있다. 이명박•박근혜 정부 당시 이를 개혁하자는 주장이 나타나 2014년 12월에 수서평택고속선을 한국철도공사의 자회사인 주식회사 SR 운영하는 소위 "경쟁 체제"가 도입되었다. 경쟁 체제 찬성론자는 이것이 경영합리화 작업의 일종이며 차후 서비스의 질이 높아져 이용하기에 편해질 것이라 보지만, 하지만 반대론자는 국가의 기간망인 철도를 여러 기업에서 운영한다면 시설물 구입이나 직원 채용 등에서 예산을 추가로 사용하게 되므로 되려 낭비가 있을 것으로 보았다.  
1899년에 현재의 서울 지역에서 개통한 서울전차를 시작으로, 대한민국의 대도시들에는 도시 철도라고 불리는 자체적인 철도 교통망을 갖추게 되었다. 1974년에는 서울특별시에, 1985년에는 부산광역시에, 1997년에는 대구광역시에, 1999년에는 인천광역시에, 2004년에는 광주광역시에, 2006년에는 대전광역시에 개통되었다. 2020년 10월 현재 수도권 전철은 22개의 노선이(인천 도시철도 포함), 부산 도시철도는 6개의 노선이, 대구 도시철도는 3개의 노선이, 광주·대전 도시철도는 각각 1개의 노선이 운행 중인데, 도시의 수송력을 분담하는 중요한 교통수단이 되고 있다.

## 역사

### 개화기
한국에서 최초로 철도가 건설된 것은 19세기 후반이다. 대한제국 정부는 철도의 건설을 위해 노력하였다. 그리고 이시기에 도시철도로서 서울전차도 개통하였다. 대한제국 정부는 민간 회사에 운영권을 주는 방식으로 건설하고자 하였다. 경인선의 부설을 최초로 추진하여 미국과 합작하였으나 일본이 이를 인수하여 1897년 개통했다. 경부선은 일제가 인수하여 1901년 착공하였다. 경원선은 서울-원산-경흥(웅기)의 선로를 건설하는 것으로 계획하여 한국인이 부설권을 획득하였다. 하지만 자금이 없어 실패했고 일본이 부설권을 획득하여 공사를 진행했다가 일제 강점기에 완공했다. 호남선은 경목선으로 계획되어 프랑스 회사가 요구하였다가 한국인이 설치한 회사에 권리를 주었으나 일본의 압력으로 취소되고 일제 강점기에 개통했다. 경의선은 프랑스 회사가 부설권을 얻었다가 한국인에게 넘어갔다가 일본이 러일 전쟁때 부설하여 완공하였다.

### 일제 강점기
일제 강점기에 일제는 이상의 완성된 간선 이외에도 대륙 침략과 북부지역의 개발을 위하여 평원선, 함경선(경원선의 연장으로 건설) 등의 철도를 건설하였므며 경부선을 보완하는 종관철도로 중앙선을 건설하고 동해선의 건설을 계획하여 일부 구간이 개통되었다.. 민간 자본의 철도도 건설되어 충북선, 개천선, 토해선, 장항선, 경춘선, 마산선, 수인선, 경동선, 수려선등을 건설하였다. 일부 사유 철도는 간선 철도로 활용하기 위하여 정부에서 매수하여 개량하였다. 협궤로 지어진 사철로 표준궤로 개궤된 노선은 도문선 (현재의 함북선중 삼봉 이북 구간)이나 경동선, 전북선등이 있다.
일제강점기에 일부 철도는 철의 조달을 위하여 철거하여 금강산선이나 경북선의 점촌역 이동 구간등이 철거되기도 하였다. 군사적으로 필요한 노선은 공사를 계속 진행하였지만 동해선이나 영동선의 영주-철암구간등은 일제의 패망으로 공사가 중단되게 되었다.

### 1945년~1959년
해방 이후 석탄을 철도로 운송하여 자급자족할 목적으로 각 지역의 탄광과 연결되는 삼척탄광선, 영월탄광선, 단양탄광선을 건설하고자 하였다. 세 노선은 각각 영암선·영월선·단양선으로 명칭이 바뀌어 착공하였으나, 한국전쟁으로 공사가 중단되었다가 영주-철암 구간의 영암선과 제천-영월 구간의 영월선만 1955년에 개통되었다. 또한 영월-함백 구간의 함백선을 1957년에 개통해 영월선을 통합시켰다. 이후 철도의 미싱 링크를 연결하는 공사를 착수하여 1958년에 충북선의 충주-봉양 구간을 개통했다.
한국 전쟁의 결과 한반도의 군사분계선을 관통하는 철도 구간이 파괴되었다. 경의선과 경원선은 군사분계선 전후의 선로 자체가 끊기게 되었고, 동해북부선과 금강산선은 운행이 영구히 중지되었다.

### 1960년~1970년대
1961년에 능곡-가능 간 능의선이 개통되었다. 1963년 5월에는 영암선·철암선·삼척선·동해북부선이 영동선으로 통합되었고, 통리-심포리 간의 인클라인이 폐지되고 우회 선로가 개설되었다. 같은 해 8월에는 능의선 가능-의정부 간이 연장되었다. 1966년 1월에는 예미-고한 간 정선선이 개통되었고, 점촌-예천 간 경북선이 복구되었다. 같은 해 11월에는 경북선의 예천-영주 구간이 개통되며 경북선이 완공되었다. 1967년에는 태백선 증산-정선 구간이 개통되었다. 1968년에는 경전선 진주-순천 구간이 개통되며 경전선이 완공되었다. 1969년에는 문경선 진남-문경 구간이 개통되었다. 1975년에는 태백선의 고한-백산 구간과 영동선의 철암-북평 구간이 개통되며, 산업선 전기철도가 완성되었다.
철도의 전철화 사업도 활발히 추진되었다. 1972년 3월에 전기 기관차가 최초로 도입되었는데, 이때 8000호대 전기 기관차의 초기 도입분 66량이 운행을 개시하였다. 1973년에 중앙선의 청량리-제천 구간이, 1974년에는 경부선의 서울-수원·경원선의 용산-성북·경인선 전 구간이 전철화되었다. 한편, 기관차의 디젤화가 진행되어 1967년에 증기 기관차가 일반 영업 운행을 종료하였다. 증기 기관차는 1980년대 이후 일부 차량이 관광열차로 운행하다가 중단되었으며, 1990년대에 901호 증기 기관차를 중국으로부터 수입해 교외선에서 관광 목적으로 운용하였으나 이 또한 현재 운행하지 않는다.
열차의 운행 속도는 계속 빨라졌다. 1960년부터 서울-부산 간 무궁화호가 운행되었다. 1962년부터는 재건호가 서울-부산 간을 6시간 10분에 주파하였고, 1966년에는 같은 구간에 맹호호가 운행하였다. 1969년에는 새마을호의 전신인 관광호가 운행되기에 이른다. 이 외에도 1963년에 등장한 서울-여수 간 풍년호, 1966년에 등장한 서울-대전 간 청룡호, 1967년에 등장한 서울-부산진 간 비둘기호 등이 있었다. 1974년에는 상록·비둘기·통일·은하호가 통일호로, 태극·백마호가 풍년호로 통합되는 등 특급 등급 열차명이 다수 변경되었다.
1968년에 육상 교통에 대한 투자를 철도의 증설에서 도로망 건설로 전환하였다. 이 시기 이후로 2004년에 경부고속선이 개통되기 전까지 신규로 건설된 간선·지선 철도가 없었으며, 1972년에 수려선이 영동고속국도로 기능이 대체되어 폐선된 것이 그 증거이다. 한편, 1974년에는 서울 지하철 1호선이 개통되어 도시 철도가 등장하였다.

### 1980년~1990년대
1980년에는 김포선과 경춘선의 성동-성북 구간이 폐지되는 한편으로, 충북선 전 구간이 복선화되었다. 경부선과 함께 간선의 축을 이루는 호남선은 점차 복선화되었는데, 1985년에는 익산-정주 구간에서, 1987년에는 정주-장성 구간에서, 1988년에는 장성-송정리 구간에서 이루어졌다. 1986년에는 경원선의 성북-의정부 구간이 복선 전철화되었고, 1991년에는 경부선의 영등포-구로 구간이 3복선화되었다. 1995년에는 수인선이 폐지되면서, 협궤 철도가 사라졌다.
여객과 물자의 수송이 경부축에 집중되어서, 기존의 경부선 철도와 경부고속국도만으로는 그 양을 모두 감당하기 어려워졌다. 경부선을 2복선화하거나 경부고속국도의 차선을 대폭 확장하는 방안을 고려하다가, 경부고속선을 건설하기로 결정하고 1992년에 공사를 시작하였다.
이 시기에는 새로운 동차 형태의 차량이 등장하였다. 1980년에는 새마을호 등급의 우등형 디젤 동차가, 1985년에는 무궁화호 디젤 동차가, 1996년에는 통근형 디젤 동차가 도입되었다. 특히 1987년에 도입된 새마을호 디젤 동차는 새마을호의 고급화를 이끌었다. 대체로 디젤 동차가 도입되었으나, 예외적으로 1980년에 우등형 전기 동차가 우등 등급으로 운행을 개시하였다.
도시 철도 또한 지속적으로 길이가 늘어났다. 서울에서는 1980년~1984년에 2호선 본선과 성수지선이, 1985년에 3호선과 4호선이 건설되며, 1기 지하철 건설이 일단락되었다. 이후 서울시내의 교통 수요가 급증해 2기 지하철이 계획되었다. 계획에 따라 1995년~1996년에 5호선이, 1997년에 7호선 장암-건대입구 구간이, 1997~1999년에 8호선이, 1993년에 3호선 양재-수서 연장 구간이, 1992년~1996년에 2호선 신정지선이 건설되었다. 광역 전철로는 1988년에는 1호선과 직결되는 안산선 금정-원곡 구간이, 1994년에는 4호선과 직결되는 과천선 선바위-금정 구간이, 1996년에는 3호선과 직결되는 일산선 지축-대화 구간이 개통되었다. 부산에서는 1985년부터 1994년까지 순차적으로 1호선이 개통되었고, 1999년에는 2호선 호포-서면 구간이 개통되었다. 또한 대구에서는 1997년부터 1998년까지 1호선 진천-안심 구간이 개통되었다.

### 2000년대~현재
경부선의 과다한 여객 수요를 분산시키기 위해 2004년 4월 1일 경부고속철도가 개통되었고, 2015년 4월 2일 호남고속철도가 개통되었다. 또한 2007년 3월 23일에는 사설 철도인 인천국제공항철도가 개통되었다. 남북철도 연결사업을 통해, 남북간 단절된 경의선과 동해북부선의 일부 구간을 개통했다. 1996년 1월 1일부로 운행이 중단되었던 수인선은 2004년 12월 28일부터 표준궤 복선 전철화 사업이 시작되어 2012년 6월 30일 시흥시 오이도역과 인천광역시 연수구 송도역 사이의 구간을 재개통한 다음, 2016년 2월 27일 인천광역시 연수구 송도역과 인천광역시 중구 인천역 사이의 구간을 재개통했다. 2009년 대한민국 철도의 친환경화를 위해, 첫 간선형 전기동차인 누리로차량을 일본 히타치로부터 들여 왔다. 2012년 새마을호를 대체할 열차인 ITX-새마을이 도입되었고, 2019년 새마을호는 역사의 뒤안길로 사라졌다. 2021년 1월 동력분산식 준고속열차인 KTX-이음이 중앙선을 시작으로 운행을 시작하였으며 2023년 ITX-마음이 운행 시작하였으며 2024년 동력분산식 고속열차인 KTX-청룡이 시작하였다.

## 여객 운송

### 간선 노선
지하철 및 광역전철을 제외한 대부분의 철도는 한국철도공사가 운행한다. 이 철도는 제주특별자치도를 제외한 전국 각지를 연결하고 있다. 한편 1967년에는 일반 여객용 증기기관차가, 1995년에는 협궤 철도가 사라졌고, 경부선과 호남선의 과다한 여객 수요를 분산시키기 위해 2004년·2015년에 경부고속철도와 호남고속철도가 각각 개통되었다. 또한 2007년에는 대한민국에서 유일하게 여객 영업을 하는 사설 철도인 인천국제공항철도가 개통되었는데, 이 노선을 운영하는 회사는 한국철도공사의 자회사로 편입되었다가 다시 사유화되었다. 한편 간선 철도망과 간선 고속도로망의 길이는 약 3000km로 거의 같은데, 이는 다른 세계 주요국에서 찾아보기 힘든 철도 인프라 과소 현상이라는 지적이 철도학계에서 제기되고 있다.

### 도시 철도
대한민국 최초의 지하철은 서울 지하철 1호선(서울 ~ 청량리)이다. 1971년 4월 12일 착공하여 1974년 8월 15일 개통하였는데, 이는 세계에서 22번째로 지어진 지하철 노선이다. 이 구간은 도로를 뜯은 후에 지하 구조물을 만든 후 다시 메우는 방식인 개착식 공법으로 만들어졌는데, 지금은 도로사정에 따라 다양한 방법을 사용하고 있다. 서울역 ~ 청량리 구간과 함께 서울 ~ 인천 간의 경인선, 구로 ~ 수원 간의 경부선 구간을 직결 개통하였으며 이들 구간은 기존의 선로를 복선 전철화하여 운용하였다.
서울특별시의 경우, 1970년대~1980년대에 개통된 지하철을 1기 지하철, 1990년대~2000년대 초반에 개통된 지하철을 2기 지하철, 2000년대 후반부터 개통된 지하철을 3기 지하철이라고 부른다. 현재 수도권 지역에는 1·2·3·4·5·6·7·8·9호선, 수인분당선, 경의중앙선, 경춘선, 경강선, 공항철도, 신분당선, 서울 경전철 신림선, 인천 도시철도 1호선, 인천 도시철도 2호선, 의정부 경전철, 용인 경전철, 우이신설선, 김포도시철도, 서해선, 수도권 광역급행철도 A노선이 운영되고 있다. 1~2기 지하철은 서울교통공사에서, 9호선은 서울시메트로9호선에서, 수인분당선· 경의중앙선 · 경춘선 · 수도권 전철 1호선 경부, 장항, 경인, 경원 계통 · 일산선 · 과천선 · 안산선 ㆍ경강선은 한국철도공사에서, 공항철도는 (주)공항철도에서, 신분당선은 (주)신분당선주식회사에서, 인천 도시철도는 인천교통공사에서, 우이신설선은 (주)우이신설경전철에서, 김포도시철도는 (주)김포골드라인운영에서, 서해선은 (주)이레일이 운영한다. 한편, 인천광역시의 지하철은 수도권 전철과 연계된 동일한 요금체계를 가지고 있어서 일반적으로 수도권 전철의 일부로 보지만, 수도권 전철과 별도의 지하철로 보는 시각도 있다.
1980년대에 부산광역시에서 부산 도시철도 1호선이 개통된 것을 시작으로 김해, 양산으로 노선을 확대하여 운영하고 있으며 현재 부산, 경상남도에는 1·2·3·4호선은 부산교통공사에서, 부산김해경전철은 (주)부산김해경전철에서, 동해선은 한국철도공사에서 운영한다.
대구에는 1·2·3호선·대경선 이, 대전과 광주에는 각각 1호선이 운영되고 있다. 각 노선은 도시에서 세운 공기업이 운영하고 있으며 각 도시 철도 노선은 현재에도 계속 생겨나고 있다. 서울특별시에서는 새로이 건설되는 노선을 경전철로 지을 계획이며, 부산광역시와 대전광역시, 경기도에서는 노면 전차 계획을 수립하고 있다.

## 화물
화물열차로는 시멘트나 컨테이너 등을 수송하며, 때로 공화차라 불리는 회송되는 빈 화차도 운행한다. 한편 우편물이나 곡물 등을 수송하는 화물열차는 분류상 여객열차의 범주에 들어간다.
2019년 기준으로 운송수단별 국내화물운송분담률은 도로가 92.6%, 해운이 6%, 철도가 1.4%, 항공이 0%이다. 철도는 네 종류의 운송 수단 가운데 세 번째를 차지하고 있다.

## 관광
대한민국에서는 1970년대 말까지만 해도 철도를 이용한 관광 문화는 그닥 발달하지는 않은 편이었다. 1980년대와 1990년대에 일부 관광열차가 운행하였지만, 큰 호응을 얻지 못해 운행이 중단되었다.
2000년대에 들어 다양한 관광열차가 운행되기 시작했다. 2007년에는 코레일관광개발에서 강릉-삼척 구간을 운행하는 바다열차가 등장했는데, 통근형 디젤 동차를 개조한 열차이다. 2008년에 레일크루즈 해랑이라는 고급 관광열차가 개발되었으며, 이는 남아공의 블루트레인을 벤치마킹한 여행 상품으로, 1인당 요금은 100만원 전후 수준이다.
2013년에 '대한민국 5대 관광벨트'가 선정되었는데, 중부내륙벨트·동남블루벨트·남도해양벨트·서해골드벨트·평화생명벨트가 바로 그것이다. 2013년 4월에는 중부내륙벨트를 달리는 O-train과 V-train이, 같은 해 9월에는 남도해양벨트를 달리는 S-train이 운행하기 시작했다. 2014년 5월에는 평화생명벨트에 DMZ-train이, 2015년 2월에는 서해골드벨트에 G-train이 영업을 개시하였다. 동남블루벨트는 남도해양벨트에 통합되었고, 중부내륙벨트에서 분리된 강원청정벨트에 2015년 1월부터 A-train이 운행하고 있다.
2020년에 들어서 코로나19의 영향으로, 각종 관광열차 운행이 취소되거나 격여되고 있다.

## 운영
1894년 7월 30일(음력 6월 28일) 갑오개혁 관제공포 이후 조선 정부는, 내각 아래 공무아문에 철도국을 설치하였다. 철도국에는 참의 1명과 주사 2명이 임명되어 공식적으로 철도업무를 수행하게 되었다. 이어서 8월 6일(음력 7월 6일) 농상공부 직제를 개편하여 철도국을 농상공부에 이관하고, 철도사(司)를 설치하여 감독 1명과 사장 1명, 기사 2명, 주사 2명, 기수 5명 등 11명을 두었다. 아울러 8월 21일에는 다시 농상공부의 직제를 개편하고 철도사를 철도국으로 개칭함과 동시에, 세칙은 농상공부대신이 부령으로 정하도록 하였다. 조선 정부는 국유철도를 직접 설치하지 않고, 부설권을 민간에게 부여한 뒤에 관리 감독하는 정부 기관으로 철도국을 설립했는데, 이는 영국과 미국의 초기 철도와도 유사한 방식이다.
1917년 7월 31일, 국유철도의 운영이 남만주철도주식회사에 위탁되었다. 이로 인해 조선총독부 철도국이 폐지되었고, 서울에 남만주철도 경성관리국이 설치되었다. 1925년 4월 1일에 다시 조선 총독부 직영 체제로 전환되었다.
철도청은 2004년 1월 1일자로 시설 보유와 건설 부문이 한국철도시설공단으로 분할되었다. 또한 2005년 1월 1일부터 철도 영업 부문이 한국철도공사(韓國鐵道公社)로 분할되어 출범하였으며, 2007년 5월부터 커뮤니케이션 명칭을 코레일(영어: KORAIL)로 일원화했다. 한국철도공사는 대한민국의 국유 철도 영업과 관련 사무를 담당하는 유일한 공기업이다. 2009년 9월에 본사를 정부대전청사에서 대전역 동광장의 신 사옥으로 이전했다.

## 곡선 선로
열차는 구조상 자동차와 같이 급커브를 돌 수 없으며, 보통의 커브는 곡선 반경이 250m 이상으로 되어 있다. 또한, 차량의 원심력에 균형이 맞도록 외측의 레일을 높이 하고 있으며, 이것을 캔트(cant)라고 부른다. 곡선 통과시에는 원심력이 작용하여 전복의 위험이 있으므로 곡선 선로에는 제한 속도가 걸려 있다. 대한민국의 철도에서는 곡선에서의 열차 최고속도를 선로 조건에 따라 다음과 같이 정하고 있다.
{\displaystyle V=2.8-4.5{\sqrt {R}}} ({\displaystyle V} = 곡선 제한속도 (Km/h) {\displaystyle R} = 곡선 반경 (m))
| 곡선반경 (m)                                                                 | 곡선반경 (m) | 200-250   | 250-300   | 300-350   | 350-500    | 450-550    | 550-650     | 650-750     | 750-850     | 850-950     | 1000  | >1200      |
| 등급                                                                         | 노선 | 200-250   | 250-300   | 300-350   | 350-500    | 450-550    | 550-650     | 650-750     | 750-850     | 850-950     | 1000  | >1200      |
| ---------------------------------------------------------------------------- | --- | --------- | --------- | --------- | ---------- | ---------- | ----------- | ----------- | ----------- | ----------- | ----- | ---------- |
| {\displaystyle V=2.8{\sqrt {R}}}로 산정했을 때의 이론적 곡선 제한속도 (km/h) | {\displaystyle V=2.8{\sqrt {R}}}로 산정했을 때의 이론적 곡선 제한속도 (km/h)                                                                                               | 39.5-44.2 | 44.2-48.4 | 48.4-52.4 | 52.4-62.6  | 59.3-65.7  | 65.7-71.3   | 71.3-76.7   | 76.7-81.6   | 81.6-86.3   | 88.5  | 97.0 이상  |
| {\displaystyle V=4.5{\sqrt {R}}}로 산정했을 때의 이론적 곡선 제한속도 (km/h) | {\displaystyle V=4.5{\sqrt {R}}}로 산정했을 때의 이론적 곡선 제한속도 (km/h)                                                                                               | 63.6-71.1 | 71.1-77.9 | 77.9-84.2 | 84.2-100.6 | 95.4-105.5 | 105.5-114.7 | 114.7-123.2 | 123.2-131.1 | 131.1-138.6 | 142.3 | 155.9 이상 |
| 2 급 선                                                                      | 경부 제1본선 | -         | -         | -         | 90         | 100        | 110         | 115         | 125         | 130         | 135   | 140        |
| 2 급 선                                                                      | 호남선 (익산-목포), 전라선 (신리-동순천) | -         | -         | -         | 90         | 100        | 110         | 115         | 125         | 130         | 140   | 150        |
| 2 급 선                                                                      | 분당선 |           |           |           | 75         | 85         | 90          | 100         |             |             |       |            |
| 3 급 선                                                                      | 경부 제2본선 (가산디지털단지-수원) |           |           |           | 75         | 85         | 95          | 105         | 110         |             |       |            |
| 3 급 선                                                                      | 경부 제2본선 (수원-천안) |           |           |           | 90         | 100        | 110         | 115         | 120         |             |       |            |
| 3 급 선                                                                      | 호남선 (서대전-강경) |           |           |           | 85         | 95         | 100         | 110         | 120         |             | 125   | 140        |
| 3 급 선                                                                      | 호남선 (강경-익산) |           |           |           | 85         | 95         | 100         | 110         | 125         |             | 130   | 140        |
| 3 급 선                                                                      | 대전선 (대전-서대전) |           |           |           | 85         | 95         | 100         | 110         | 120         |             |       |            |
| 3 급 선                                                                      | 전라선 (익산-신리, 동순천-여수) 중앙선, 대구선 |           | 65        | 70        | 80         | 90         | 95          | 105         | 110         |             |       |            |
| 3 급 선                                                                      | 경부 제2본선 (서울-구로) 경부 제3본선 (영등포-구로) 호남선 (대전조차장-서대전) 경인선, 경의선, 영동선 태백선, 경전선 경북선 (김천-점촌), 안산선 진해선, 미전삼각선, 광주선 | 55        | 60        | 65        | 75         | 85         | 90          | 100         |             |             |       |            |
| 3 급 선                                                                      | 충북선 |           | 65        | 70        | 85         | 95         | 100         | 110         | 120         |             |       |            |
| 3 급 선                                                                      | 장항선, 경춘선 구 동해남부선 (부산진-경주) | 50        | 60        | 70        | 80         | 90         | 100         |             |             |             |       |            |
| 3 급 선                                                                      | 경부 제3본선 (서울-용산) 광양제철선, 경원선, 천안직결선 | 55        | 60        | 65        | 70         | 75         | 80          |             |             |             |       |            |
| 3 급 선                                                                      | 과천선, 일산선, 분당기지선 | 50        | 55        | 65        | 75         | 85         | 90          | 100         |             |             |       |            |
| 3 급 선                                                                      | 경부 제2본선 (구로-가산디지털단지 및 구로고가선로) |           |           | 60        | 70         | 80         |             |             |             |             |       |            |
| 3 급 선                                                                      | 경부 제3본선 (구로-가산디지털단지 및 구로고가선로) 대불선 |           |           | 60        | 70         | 80         | 90          |             |             |             |       |            |
| 3 급 선                                                                      | 기타 선 | 50        | 55        | 60        | 65         | 70         | 75          |             |             |             |       |            |
| 4 급 선                                                                      | 군산선, 범일선, 묵호항역 광양항선, 옥구선 병점기지선 | 45        | 50        | 55        | 60         |            |             |             |             |             |       |            |

## 철도 문화

### 철도 문화재
대한민국의 철도 문화재는 크게 문화재청이나 지방자치단체에서 지정한 것과 한국철도공사의 자체 지정 시설물로 나눌 수 있다. 한국철도공사에서는 철도기념물과 준철도기념물 제도를 마련하여 철도 문화재를 보존하고 있다.
사적으로 등록된 것은 구 서울역사 하나뿐이다. 국가등록문화재로 등록된 것은 아래와 같으며, 그 소유자에 관계없이 나열하였다.
| 번호    | 사진 | 명칭                                                                           | 소재지                                                                        | 관리자 (단체)                 | 지정일                | 참조 |
| 21호    |      | 태백 철암역두 선탄시설 (太白 鐵岩驛頭 選炭施設)                                | 강원 태백시 철암동 365-1 외 6필지                                             | 태백시                        | 2002년 5월 31일 지정  |      |
| 45호    |      | 연천역 급수탑 (漣川驛 給水塔)                                                  | 경기 연천군 연천읍 차탄2리 34-373                                             | 한국철도공사                  | 2003년 1월 28일 지정  |      |
| 46호    |      | 삼척 도계역 급수탑 (三陟 道溪驛 給水塔)                                        | 강원 삼척시 도계읍 전두남2길 58 (전두리)                                      | 한국철도시설공단              | 2003년 1월 28일 지정  |      |
| 47호    |      | 영동 추풍령역 급수탑 (永同 秋風嶺驛 給水塔)                                    | 충북 영동군 추풍령면 추풍령로 447, , 336-24 (추풍령리)                        | 한국철도시설공단              | 2003년 1월 28일 지정  |      |
| 48호    |      | 논산 연산역 급수탑 (論山 連山驛 給水塔)                                        | 충남 논산시 연산면 선비로275번길 31-2 (청동리)                                | 한국철도시설공단              | 2003년 1월 28일 지정  |      |
| 49호    |      | 안동역 급수탑 (安東驛 給水塔)                                                  | 경북 안동시 운흥동 207-2 외                                                   |                               | 2003년 1월 28일 지정  |      |
| 50호    |      | 영천역 급수탑 (永川驛 給水塔)                                                  | 경북 영천시 완산동 891                                                        | 한국철도시설공단              | 2003년 1월 28일 지정  |      |
| 51호    |      | 밀양 삼랑진역 급수탑 (密陽 三浪津驛 給水塔)                                    | 경남 밀양시 삼랑진읍 천태로 56-2 (송지리)                                     | 한국철도시설공단              | 2003년 1월 28일 지정  |      |
| 59호    |      | 영동 노근리 쌍굴다리 (永同 老斤里 雙窟다리)                                    | 충북 영동군 황간면 노근1길 3-2 (노근리)                                       | 한국철도시설공단              | 2003년 6월 30일 지정  |      |
| 63호    |      | 함평 구 학다리역 급수탑 (咸平 舊 鶴다리驛 給水塔)                              | 전남 함평군 학교면 학다리길 279 (학교리)                                      | 한국철도공사                  | 2003년 6월 30일 지정  |      |
| 77호    |      | 파주 경의선 구 장단역 터 (坡州 京義線 舊 長湍驛 터)                            | 경기 파주시 장단면 동장리 198                                                 | 한국철도공사                  | 2004년 2월 6일 지정   |      |
| 78호    |      | 경의선 장단역 증기기관차 (京義線 長湍驛 蒸氣機關車)                            | 경기 파주시 문산읍 마정리 1400-5                                              | 경기관광공사                  | 2004년 2월 6일 지정   |      |
| 79호    |      | 파주 경의선 장단역 죽음의 다리 (坡州 京義線 長湍驛 죽음의 다리)                | 경기 파주시 장단면 도라산리 894                                               | 한국철도공사                  | 2004년 2월 6일 지정   |      |
| 105호   |      | 울산 남창역사 (蔚山 南倉驛舍)                                                  | 울산 울주군 온양읍 남창역길 40 (남창리)                                       |                               | 2004년 9월 4일 지정   |      |
| 112호   |      | 철원 금강산 전기철도교량 (鐵原 金剛山 電氣鐵道橋梁)                            | 강원 철원군 김화읍 도창리 산81-2, 갈말읍 정연리 1496 외                       | 철원군수                      | 2004년 9월 4일 지정   |      |
| 122호   |      | 구 곡성역사 (舊 谷城驛舍)                                                      | 전남 곡성군 오곡면 기차마을로 232 (오지리)                                    | .                             | 2004년 12월 31일 지정 |      |
| 128호   |      | 순천 구 원창역사 (順川 舊 元倉驛舍)                                            | 전남 순천시 별량면 동송리 559                                                 | 순천시                        | 2004년 12월 31일 지정 |      |
| 136호   |      | 서울 구 신촌역사 (서울 舊 新村驛舍)                                            | 서울 서대문구 대현동 74-12, 74-21                                             | 서대문구청                    | 2004년 12월 31일 지정 |      |
| 138호   |      | 원주역 급수탑 (原州驛 給水塔)                                                  | 강원 원주시 학성동 357                                                        | 한국철도시설공단              | 2004년 12월 31일 지정 |      |
| 165호   |      | 원주 구 반곡역사 (原州 舊 盤谷驛舍)                                            | 강원 원주시 반곡동 154-2                                                      | .                             | 2005년 4월 15일 지정  |      |
| 168호   |      | 구 철도청 대전지역사무소 보급창고 3호 (舊 鐵道廳 大田地域事務所 補給倉庫 三號) | 대전 동구 소제동 291-6                                                        | .                             | 2005년 4월 15일 지정  |      |
| 192호   |      | 진해역 (鎭海驛)                                                                | 경남 창원시 진해구 여좌동 761-474, 7-38                                       | .                             | 2005년 9월 14일 지정  |      |
| 202호   |      | 진주역 차량정비고 (晉州驛 車輛整備庫)                                          | 경남 진주시 강남동 245                                                        |                               | 2005년 9월 14일 지정  |      |
| 204호   |      | 밀양 상동터널 (密陽 上東터널)                                                  | 경남 밀양시 상동면 안인리 1611-19 외, 상동면 옥산리 888-2                     | 한국철도시설공단              | 2005년 9월 14일 지정  |      |
| 208호   |      | 군산 구 임피역 (群山 舊 臨陂驛)                                                | 전북 군산시 임피면 서원석곡로 39 (술산리)                                     | .                             | 2005년 11월 11일 지정 |      |
| 210호   |      | 익산 구 춘포역사 (益山 舊 春蒲驛舍)                                            | 전북 익산시 춘포면 춘포1길 17-1 (덕실리)                                      | .                             | 2005년 11월 11일 지정 |      |
| 250호   |      | 서울 한강철도교 (서울 漢江鐵道橋)                                              | 서울 용산구 이촌동 198-2 외                                                   |                               | 2006년 6월 19일 지정  |      |
| 269호   |      | 서울 청량리역 검수차고 (서울 淸凉里驛 檢修車庫)                                | 서울 동대문구 왕산로 214, 외 1필지 (전농동)                                   | .                             | 2006년 9월 19일 지정  |      |
| 270호   |      | 대구 구 반야월역사 (대구 舊 半夜月驛舍)                                        | 대구 동구 신기동 5-1                                                          | 한국철도시설공단              | 2006년 9월 19일 지정  |      |
| 285호   |      | 칠곡 구 왜관터널 (漆谷 舊 倭館터널)                                            | 경북 칠곡군 왜관읍 석전리 882-61,65                                           | 기획재정부                    | 2006년 12월 4일 지정  |      |
| 294호   |      | 고양 구 일산역사 (高陽 舊 一山驛舍)                                            | 경기 고양시 일산서구 일산2동 655-628                                          | .                             | 2006년 12월 4일 지정  |      |
| 295호   |      | 남양주 구 팔당역 (南楊州 舊 八堂驛)                                            | 경기 남양주시 와부읍 팔당리 98-1, 342                                         | .                             | 2006년 12월 4일 지정  |      |
| 296호   |      | 양평 구 구둔역 (楊平 舊 九屯驛)                                                | 경기 양평군 지제면 일신리 1336-2 외 11필지                                    | .                             | 2006년 12월 4일 지정  |      |
| 297호   |      | 영동 심천역 (永同 深川驛)                                                      | 충북 영동군 심천면 심천로5길 5-1, 외 (심천리)                                 | .                             | 2006년 12월 4일 지정  |      |
| 298호   |      | 삼척 구 도경리역 (三陟 舊 桃京里驛)                                            | 강원 삼척시 도경동 182, 176-1, 산37-3, 산39-3, 산29-4, 196-2                  | 한국철도시설공단              | 2006년 12월 4일 지정  |      |
| 299호   |      | 나주 구 남평역 (羅州 舊 南平驛)                                                | 전남 나주시 남평읍 동촌로 313, 외 (광촌리)                                    | .                             | 2006년 12월 4일 지정  |      |
| 300호   |      | 서울 구 화랑대역 (서울 舊 花郞臺驛)                                            | 서울 노원구 공릉2동 29-51, 37-2                                               | .                             | 2006년 12월 4일 지정  |      |
| 301호   |      | 여수 구 율촌역 (麗水 舊 栗村驛)                                                | 전남 여수시 율촌면 당머리길 18, 외 (조화리)                                   | 한국철도공사, 국토교통부      | 2006년 12월 4일 지정  |      |
| 302호   |      | 부산 송정역 (釜山 松亭驛)                                                      | 부산 해운대구 송정중앙로8번길 60, 외 (송정동)                                 | .                             | 2006년 12월 4일 지정  |      |
| 303호   |      | 대구 구 동촌역사 (大邱 舊 東村驛舍)                                            | 대구 동구 동촌로 91-19 (검사동)                                               | 한국철도시설공단              | 2006년 12월 4일 지정  |      |
| 304호   |      | 문경 구 가은역 (聞慶 舊 加恩驛)                                                | 경북 문경시 가은읍 대야로 2441, 외 (왕능리)                                   | .                             | 2006년 12월 4일 지정  |      |
| 305호   |      | 보령 청소역 (保寧 靑所驛)                                                      | 충남 보령시 청소면 청소큰길 176, , 343-1외 (진죽리)                           | .                             | 2006년 12월 4일 지정  |      |
| 326호   |      | 문경 구 불정역사 (聞慶 舊 佛井驛舍)                                            | 경북 문경시 불정강변길 187 (불정동)                                           | 한국철도시설공단              | 2007년 4월 30일 지정  |      |
| 336호   |      | 삼척 구 하고사리역사 (三陟 舊 下古士里驛舍)                                    | 강원 삼척시 도계읍 소달길 12-52 (고사리)                                      | 한국철도시설공단              | 2007년 7월 3일 지정   |      |
| 377호   |      | 대전 대흥동 일·양 절충식 가옥 (大田 大興洞 日·洋 折衷式 家屋)                  | 대전 중구 대흥동 429-4                                                        | 대전시 중구                   | 2008년 7월 3일 지정   |      |
| 406호   |      | 칠곡 왜관철교 (漆谷 倭館鐵橋)                                                  | 경북 칠곡군 왜관읍 석적로 39, 외 교량 1기, 연장 469m, 면적 2,869.8m2 (석전리) | 한국철도시설공단              | 2008년 10월 1일 지정  |      |
| 414호   |      | 미카형 증기기관차 304호 (미카型 蒸氣機關車 304號)                              | 제주 제주시 연동 270-5(삼무공원)                                              |                               | 2008년 10월 17일 지정 |      |
| 415호   |      | 미카형 증기기관차 129호 (미카型 蒸氣機關車 129號)                              | 대전 유성구 현충원로 251 국립대전현충원                                       | 한국철도공사 사장             | 2008년 10월 17일 지정 |      |
| 416호   |      | 디젤전기기관차 2001호 (디젤電氣機關車 2001號)                                  | 부산 부산진구 범천동 1210(부산철도차량관리단)                                 |                               | 2008년 10월 17일 지정 |      |
| 417호   |      | 파시형 증기기관차 23호 (파시型 蒸氣機關車 23號)                                | 경기 의왕시 월암동 374-1(철도박물관)                                          |                               | 2008년 10월 17일 지정 |      |
| 418호   |      | 협궤 증기기관차 13호 (狹軌 蒸氣機關車 13號)                                    | 경기 의왕시 월암동 374-1(철도박물관)                                          |                               | 2008년 10월 17일 지정 |      |
| 419호   |      | 대통령 전용 객차 (大統領 專用 客車)                                            | 경기 의왕시 월암동 374-1(철도박물관)                                          |                               | 2008년 10월 17일 지정 |      |
| 420호   |      | 주한 유엔군사령관 전용 객차 (駐韓 유엔軍司令官 專用 客車)                      | 경기 의왕시 월암동 374-1(철도박물관)                                          |                               | 2008년 10월 17일 지정 |      |
| 421호   |      | 협궤무개화차 (狹軌無蓋貨車)                                                    | 경기 의왕시 월암동 374-1(철도박물관)                                          |                               | 2008년 10월 17일 지정 |      |
| 422호   |      | 협궤유개화차 (狹軌有蓋貨車)                                                    | 경기 의왕시 월암동 374-1(철도박물관)                                          |                               | 2008년 10월 17일 지정 |      |
| 423호   |      | 대한제국기 철도 통표 (大韓帝國期 鐵道 通票)                                    | 경기 의왕시 월암동 374-1(철도박물관)                                          |                               | 2008년 10월 17일 지정 |      |
| 424호   |      | 대한제국기 경인철도 레일 (大韓帝國期 京仁鐵道 레일)                            | 경기 의왕시 월암동 374-1(철도박물관)                                          |                               | 2008년 10월 17일 지정 |      |
| 425호   |      | 쌍신폐색기 (雙身閉塞器)                                                        | 경기 의왕시 월암동 374-1(철도박물관)                                          |                               | 2008년 10월 17일 지정 |      |
| 426호   |      | 전차 363호 (電車 363號)                                                        | 서울 종로구 창경궁로 113, 국립서울과학관 (인의동)                             |                               | 2008년 10월 17일 지정 |      |
| 428호   |      | 서울 구 용산철도병원 본관 (서울 舊 龍山鐵道病院 本館)                          | 서울 용산구 한강대로14길 35-29 (한강로3가)                                    | .                             | 2008년 10월 27일 지정 |      |
| 467호   |      | 전차 381호                                                                     | 서울 종로구 새문안로 50, 서울역사박물관 (신문로2가,시티빌딩)                  | 서울특별시                    | 2010년 8월 24일 지정  |      |
| 494호   |      | 부산 전차                                                                      | 부산 서구 구덕로 225 동아대학교박물관                                         | 동아대학교                    | 2012년 4월 18일 지정  |      |
| 540호   |      | 영암선 개통 기념비                                                             | 경북 봉화군                                                                   | .                             | 2013년 2월 21일 지정  |      |
| 579호   |      | 구 만경강 철교                                                                 | 전북 전주시 덕진구 화전동 969, 969-1 · 완주군 삼례읍 후정리 820               | .                             | 2013년 12월 20일 지정 |      |
| 719-3호 |      | 군산 내항 철도                                                                 | 전북 군산시 장미동                                                            | 국토교통부 (한국철도시설공단) | 2018년 8월 6일 지정   | ,    |
| 720-1호 |      | 구 영주역 5호 관사                                                             | 경북 영주시 두서길 57                                                         | 강ㅇㅇ/ 최ㅇㅇ                | 2018년 8월 6일 지정   | ,    |
| 720-2호 |      | 구 영주역 7호 관사                                                             | 경북 영주시 두서길 63                                                         | 영주시/ 이ㅇㅇ                | 2018년 8월 6일 지정   | ,    |
| 753호   |      | 부산 구 동래역사                                                               | 부산 동래구 낙민동 112-3번지                                                  | 부산광역시                    | 2019년 6월 5일 지정   | ,    |
| 780호   |      | 수원역 급수탑                                                                  | 경기 수원시 권선구 덕영대로 960                                               | 한국철도공사                  | 2020년 5월 4일 지정   |      |

### 동호 활동
대한민국에서도 철도 동호인의 활동은 이루어지고 있다. 각자 활동하던 동호인들은 PC통신과 인터넷 상의 동호회가 발달하면서 집단으로 모이게 되었다. 이들은 민간 단체 차원에서 활동하거나 때로는 한국철도공사 측과 연계하여 행사를 열기도 하는데, 특히 2012년 7월에는 문화역서울 284에서 ‘제1회 철도문화체험전’을 개최하기도 하였다. 2010년부터는 대한민국 최초의 철도 상업 잡지인 《레일러》가 발행되고 있다.

## 주요 노선

### 전철 구간
- 경부선
- 경부고속선
- 경원선 연천역 이남구간
- 경의선
- 경인선
- 경춘선
- 경전선 진주역 이동구간
- 장항선 홍성역 이북구간
- 전라선
- 중앙선
- 동해선 포항역 이남구간
- 호남선
- 대구선
- 교외선
- 호남고속선

### 비전철 구간
- 경북선
- 경원선 연천역 이북구간
- 경전선 순천역 이서구간
- 광양제철선
- 괴동선
- 군산화물선
- 동해선 포항역 이북구간
- 문경선
- 장항선 홍성역 ~ 대야역 구간
- 정선선
- 양산화물선
- 진해선
- 장성화물선
- 장항화물선
- 신동화물선
- 온산선

## 같이 보기
- 대한민국의 도시 철도